# James Murphy

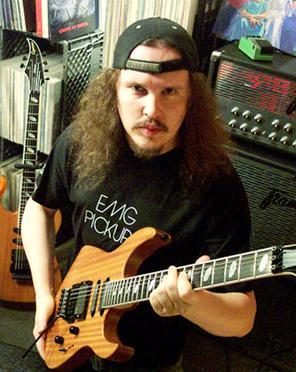
James Murphy

James Franklin Murphy (* 30. Juli 1967 in Portsmouth, Virginia, USA) ist ein US-amerikanischer Gitarrist. Er ist innerhalb der Metal-Szene für sein ausgefeiltes Solospiel bekannt.

## Leben
Seine musikalische Karriere startete er bei der Band Death, bei der er 1990 einstieg und mit der er ein Album veröffentlichte, bevor er noch im selben Jahr zu Obituary wechselte, mit denen er ebenfalls ein Album veröffentlichte. 1993 stieß er dann zur Band Disincarnate, mit der er eine Platte herausbrachte. Ende dieses Jahres wechselte er dann zu Cancer – auch hier publizierte er ein Album, bevor er die Band wieder verließ. Im Jahr 1994 stieg James Murphy dann bei der Thrash-Metal-Band Testament ein. Mit Testament spielte er zwei Alben und eine Live-Platte ein, bevor er endgültig aus der Band ausstieg. Von 1997 bis 1999 war er Mitglied der dänischen Death-Metal-Band Konkhra. Im Jahr 1996 gründete er seine eigene, nach sich selbst benannte Band, die jedoch im Fusionbereich angesiedelt ist. Daneben hat er immer wieder Soli zu Platten diverser Bands beigesteuert. Er hat außerdem als Live-Gitarrist für Agent Steel und Hallows Eve gespielt.
Im Jahr 2001 erkrankte Murphy an einem Hirntumor, welcher jedoch behandelt werden konnte.

## Diskografie

### Soloalben
- Convergence (1996)
- Feeding the Machine (1999)

### Weitere Alben (Auswahl)
- Agent Steel – Skeptics Apocalypse (Gastauftritt auf dem Live-Album)
- Agressor – Medieval Rites (ein Solo beigesteuert)
- Agressor – The Spirit of Evil (Gastauftritt bei drei Liedern)
- Artension – Into The Eye of the Storm (ein Solo beigesteuert)
- Artension – Phoenix Rising (ein Solo beigesteuert)
- Artension – Forces of Nature (vier Soli beigesteuert)
- Broken Hope – Repulsive Conception (ein Solo beigesteuert)
- Cannae – When Gold Becomes Sacrifice (ein Solo beigesteuert)
- Cancer – Death Shall Rise
- Dååth – The Hinderers (ein Solo beigesteuert)
- Death – Spiritual Healing
- Demise – Torture Garden (ein Solo beigesteuert)
- Disincarnate – Dreams of the Carrion Kind
- Explorers Club – Age of Impact
- Enforsaken – The Forever Endeavor (ein Solo beigesteuert)
- Firewind – Forged by Fire
- Foreign Objects – Universal Culture Shock (mehrere Gitarrensoli beigesteuert)
- Gorguts – Considered Dead (ein Solo beigesteuert)
- Killfloor Mechanic – Estimated Time Of Death (ein Solo beigesteuert)
- Konkhra – Weed out the Weak
- Konkhra – The Freakshow
- Konkhra – Come Down Cold
- Malevolent Creation – Retribution (ein Solo beigesteuert)
- Malevolent Creation – The Will to Kill (mehrere Soli beigesteuert)
- Memorain – White Lines (fünf Soli beigesteuert)
- Steve Morse – Prime Cuts (ein Solo beigesteuert)
- Nevermore – This Godless Endeavor (ein Solo beigesteuert)
- Obituary – Cause of Death
- Rob Van Der Loo's Freak Neil inc. – Characters (drei Soli beigesteuert)
- Solstice – Solstice (Gastauftritt für vier Soli und Gesang als Zweitstimme)
- Summon – ...And The Blood Runs Black (Gast-Keyboarder, Akustik- und Leadgitarre)
- Testament – Low
- Testament – Live at the Fillmore
- Testament – The Gathering
- Roadrunner United (beim Lied Annihilation by the Hands of God ein Solo und bei Constitution Down das Intro-Solo)
- Vicious Rumors – Sadistic Symphony (ein Solo beigesteuert)
- John West – Mind Journey (ein Solo beigesteuert)
- John West – Permanent Mark (ein Solo beigesteuert)
- Working Man – A Rush Tribute (Gastauftritt bei insgesamt fünf Liedern)